# Rhabdomastix isabella
Rhabdomastix isabella är en tvåvingeart som beskrevs av Alexander 1927. Rhabdomastix isabella ingår i släktet Rhabdomastix och familjen småharkrankar. Inga underarter finns listade i Catalogue of Life.